# 松達 (愛沙尼亞)

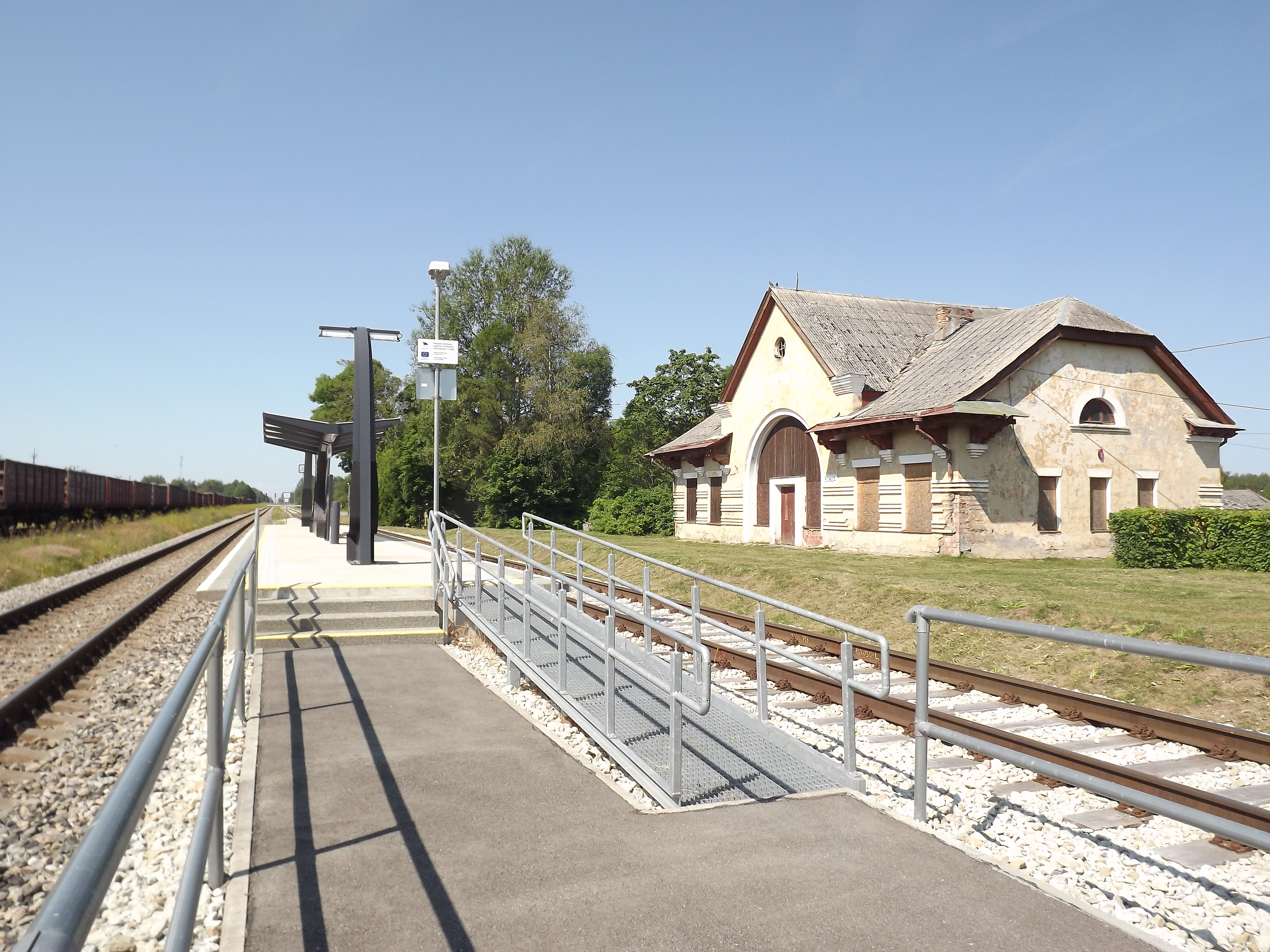
老的松达火车站

松達，是愛沙尼亞東維魯縣吕加努塞市镇内的小鎮，位於該國東北部，曾是原松达市镇的行政中心，面積161平方公里，海拔高度76米，2011年該小鎮人口425，74%人口是愛沙尼亞人。
59°20′37″N 26°50′11″E / 59.34361°N 26.83639°E